# Риашинью (Токантинс)

Риашинью на карте штата.

Риашинью (порт. Riachinho) — муниципалитет в Бразилии, входит в штат Токантинс. Составная часть мезорегиона Западный Токантинс. Входит в экономико-статистический микрорегион Бику-ду-Папагаю. Население составляет  4 191 человек на 2010 год. Занимает площадь 517,478 км². Плотность населения — 8,10 чел./км².

## Демография
Согласно сведениям, собранным в ходе переписи 2010 г. Национальным институтом географии и статистики (IBGE), население муниципалитета составляет:
| Полное население                               | Полное население                               | Полное население                               | Полное население                               | 4 191 |
| ---------------------------------------------- | ---------------------------------------------- | ---------------------------------------------- | ---------------------------------------------- | ----- |
| в том числе:                                   | Городское население                            | 1 812                                          | Процент городского населения, %                | 43,24 |
|                                                | Сельское население                             | 2 379                                          | Процент сельского населения, %                 | 56,76 |
|                                                | Мужское население                              | 2 168                                          | Процент мужского населения, %                  | 51,73 |
|                                                | Женское население                              | 2 023                                          | Процент женского населения, %                  | 48,27 |
| Плотность населения, чел/км²                   | Плотность населения, чел/км²                   | Плотность населения, чел/км²                   | Плотность населения, чел/км²                   | 8,10  |
| Население муниципалитета в % к населению штата | Население муниципалитета в % к населению штата | Население муниципалитета в % к населению штата | Население муниципалитета в % к населению штата | 0,30  |

По данным оценки 2016 года население муниципалитета составляет 4 520 жителей.

## Статистика
- Валовой внутренний продукт на 2003 составляет 6.653.236,00 реалов (данные: Бразильский институт географии и статистики).
- Валовой внутренний продукт на душу населения на 2003 составляет 1.791,88 реалов (данные: Бразильский институт географии и статистики).
- Индекс развития человеческого потенциала на 2000 составляет 0,597 (данные: Программа развития ООН).

## Важнейшие населенные пункты
| № | Населённый пункт  | Населённый пункт (порт.) | Категория | Население чел. (2010) | На карте                       |
| - | ----------------- | ------------------------ | --------- | --------------------- | ------------------------------ |
| 1 | Риашинью          | Riachinho                | город     | 1 812                 | 6°26′31″ ю. ш. 48°08′17″ з. д. |
| 2 | Сентру-дус-Боржис | Centro dos Borges        | поселок   | 642                   | 6°30′17″ ю. ш. 48°03′12″ з. д. |
| 3 | Соророка          | Sororoca                 | поселок   | 172                   | 6°29′03″ ю. ш. 48°05′24″ з. д. |
| 4 | Каза-ду-Морру     | Casa do Morro            | поселок   | 78                    | 6°29′14″ ю. ш. 48°09′10″ з. д. |
| 5 | Колораду          | Colorado                 | поселок   | 48                    | 6°30′11″ ю. ш. 48°07′43″ з. д. |